# 瀬戸康史
瀬戸 康史（せと こうじ、1988年〈昭和63年〉5月18日 - ）は、日本の俳優、タレント。福岡県嘉穂郡稲築町（現：嘉麻市）出身。ワタナベエンターテインメント所属。同事務所所属の若手男性俳優集団D-BOYSのメンバー。また、D-BOYSの中から選ばれた3人組ユニット『D☆DATE』のメンバーでもある。
妹が2人おり、うちひとりは元『non-no』モデルで現在、女優の瀬戸さおり。妻はモデルで女優の山本美月。

## 略歴
2005年7月、「第2回D-BOYSオーディション」で準グランプリを受賞。同年12月にD-BOYSに加入し、芸能界デビュー。
2006年8月、『ミュージカル・テニスの王子様』にて青春学園テニス部・菊丸英二役を演じる。
2008年1月、平成仮面ライダーシリーズの9作目となる『仮面ライダーキバ』（テレビ朝日）の主人公・紅渡 / 仮面ライダーキバ役を務める。同年8月、テレビドラマ版『恋空』（TBS）の主人公・ヒロ役を演じる。
2010年3月、D-BOYSの中から選ばれた5人組ユニット『D☆DATE』のメンバーとなる。
2011年、NHK大河ドラマ『江〜姫たちの戦国〜』に森蘭丸役で出演、時代劇に初出演。
2014年1月24日に放送された、ABCテレビ『D-BOYS 10th Anniversary Project ショートフィルムフェスティバル』で15分のショートフィルム『10年目の告白』で初監督をつとめる。
2015年、主演映画『合葬』が第39回モントリオール世界映画祭のワールド・コンペティション部門に正式出品される。
2017年、主演舞台『関数ドミノ』の演技で、第72回文化庁芸術祭演劇部門新人賞受賞。
2020年8月7日、モデルで女優の山本美月との結婚を報告。2023年5月16日、自身のSNSを通じて第1子が誕生したことを発表した。

## 人物
1988年5月18日に福岡県久留米市の病院で生まれた。
趣味・特技は歌、写真、デザイン、サッカー、絵・デジタルアート。好きなスポーツはサッカー。
子供のころは獣医を目指していたものの、昔ピアニストを目指していた母親の表現者となる夢を、自身が実現しようと、俳優を志望する。上京する前は福岡アクターズスクールに通っていた。親に相談したところ、D-BOYSオーディションの応募書類を勝手に提出されたことが芸能界入りの契機である。なお、この際3次審査のために上京する必要があったが、福岡から遠いからという理由で、上京していないにもかかわらず審査を通過したという。
『眠れる森の熟女』に出演した際、恋愛対象は2歳年上までだったが、ドラマの撮影を通じてストライクゾーンが広がった、とコメントした。
地声は低音で『ミュージカル・テニスの王子様』で菊丸英二役を演じた際には、高い声を出すように心がけていた。『仮面ライダーキバ』では、人見知りのキャラである紅渡を演じていたが、通常時も人見知りであると話している。自他共に認める「アヒル口」である。そのためか、D-BOYSの城田優のブログに二人で写った写真が掲載された際、「彼はドナルドダックの物まねが凄く上手い」と書かれたことがある。また、『ミュージカル・テニスの王子様』DVD特典映像内でも、その物まねを披露している。
愛称の「瀬戸丸」は『ミュージカル・テニスの王子様』出演が決定した時、配役である「菊丸英二」に親しみを持ってもらうため、マネージャーがつけた。同作品の卒業後も、呼びやすく、皆に親しまれるために使用している。またD-BOYSメンバーからは「瀬戸」や「瀬戸ちゃん」と呼ばれることが多い。

### 交友関係
役者の高橋一生とは親交が深い。また、2015年に上演された舞台『マーキュリー・ファー』で高橋と共演したことがその後の自身の役者としてのスタンスに強い影響を与えていると話している。
同じD-BOYSメンバーである柳下大とはD-BOYSの中で唯一の同い年であり、お互いのことをライバルであると同時に大の親友であると話している。また、南海キャンディーズの山里亮太とも親交がある。

## 出演

### テレビドラマ
- ロケットボーイズ（2006年1月9日 - 3月27日、テレビ東京） - 神野誠 役
- 炎の警備隊長・五十嵐杜夫 4（2006年6月17日、テレビ朝日）
- ハッピィ★ボーイズ（2007年4月2日 - 6月18日、テレビ東京） - 主演・瀬川恭一（シヴァ） 役
- 暴れん坊ママ（2007年10月16日 - 12月18日、フジテレビ） - 阿部直也 役
- 仮面ライダーシリーズ（テレビ朝日） - 紅渡 役
  - 仮面ライダーキバ（2008年1月27日 - 2009年1月18日） - 主演[18]
  - 仮面ライダーディケイド 第1話・最終話（2009年1月25日・8月30日）
- 恋空（2008年8月2日 - 9月13日、TBS） - 主演・桜井弘樹（ヒロ） 役
- アタシんちの男子（2009年4月14日 - 6月23日、フジテレビ） - 大蔵智 役
- オトメン（乙男） - 有明大和 役
  - 〜夏〜（2009年8月1日 - 9月26日、フジテレビ）
  - 〜秋〜（2009年10月13日 - 11月3日、フジテレビ）
- 輪廻の雨（2010年1月4日、フジテレビ） - 三上修平 役
- タンブリング（2010年4月17日 - 6月26日、TBS） - 竹中悠太 役
- ナサケの女〜国税局査察官〜（2010年10月21日 - 12月9日、テレビ朝日） - 赤川友也 役
- 大河ドラマ（NHK）
  - 江〜姫たちの戦国〜（2011年） - 森蘭丸 役
  - 花燃ゆ（2015年） - 吉田稔麿 役
  - 鎌倉殿の13人（2022年） - 北条時房 役[19]
- 四つ葉神社ウラ稼業 失恋保険〜告らせ屋〜 第10話（2011年6月9日、読売テレビ） - 木下翔 役
- 胡桃の部屋（2011年7月26日 - 8月30日、NHK） - 三田村研太郎 役
- 祝女〜shukujo〜 Season 3 第8・9・13話（2011年10月15日 - 2012年2月25日、NHK）
- ティーンコート（2012年1月10日 - 3月20日、日本テレビ） - 高田三郎 役
- 恋愛検定 第1話（2012年6月3日、NHK BSプレミアム）[20] - 小倉司 役
- D×TOWN スパイ特区（2012年7月7日 - 27日、テレビ東京） - 主演・青野良介 役
- 眠れる森の熟女（2012年9月4日 - 10月30日、NHK） - 高岡祐輔 役
- TOKYOエアポート〜東京空港管制保安部〜（2012年10月14日 - 12月23日、フジテレビ） - 山下佑司 役
- 斉藤さん2（2013年7月13日 - 9月21日、日本テレビ） - 小杉大造 役
- 金曜プレステージ 山田太一ドラマスペシャル よその歌 わたしの唄（2013年7月19日、フジテレビ） - 松木伸次 役
- LINK（2013年10月6日 - 11月3日、WOWOW） - 青柳朋也 役
- ロストデイズ（2014年1月11日 - 3月15日、フジテレビ） - 主演・篠裕太 役
- ライドライドライド（2014年9月24日、NHK BSプレミアム） - 主演 ・平井守 役
- 株価暴落（2014年10月19日 - 11月26日、WOWOW） - 犬鳴黄 役[21]
- マザー・ゲーム〜彼女たちの階級〜（2015年4月14日 - 6月16日、TBS） - 奈良岡信之助 役
- 切り裂きジャックの告白〜刑事 犬養隼人〜 （2015年4月18日、テレビ朝日）- 古手川和也 役[22]
  - 刑事 犬養隼人〜 第2弾（2016年9月24日、テレビ朝日） - 古手川和也 役[23]
- エイジハラスメント（2015年7月9日 - 9月10日、テレビ朝日） - 井川優 役
- 連続テレビ小説（NHK）
  - あさが来た 第102 - 156話（2016年1月30日 - 4月2日） - 成澤泉 役
  - まんぷく 第28 - 151話（2018年10月1日 - 3月30日） - 神部茂 役[24]
- 私 結婚できないんじゃなくて、しないんです（2016年4月15日 - 6月17日、TBS） - 橋本諒太郎 役[25]
- HOPE〜期待ゼロの新入社員〜（2016年7月17日 - 9月18日、フジテレビ） - 桐明真司 役[26]
- 幕末グルメ ブシメシ!（2017年1月10日 - 2月28日、NHK BSプレミアム） - 主演・酒田伴四郎 役
  - 幕末グルメ ブシメシ!2（2018年1月10日 - 2月21日）
- 大沢在昌サスペンス「冬芽の人」（2017年4月5日、テレビ東京） - 仲本岬人 役[27]
- 先に生まれただけの僕（2017年10月14日 - 12月16日、日本テレビ） - 島津智一 役
- 海月姫（2018年1月15日 - 3月19日、フジテレビ） - 鯉淵蔵之介 役[28]
- 透明なゆりかご（2018年7月21日 - 9月21日、NHK） - 由比朋寛 役
- パーフェクトワールド（2019年4月16日 - 6月26日、フジテレビ） - 是枝洋貴 役[29]
- デジタル・タトゥー（2019年5月18日 - 6月15日、NHK） - 主演・タイガ 役（高橋克実とW主演）
- ルパンの娘（2019年7月11日 - 9月26日、フジテレビ） - 桜庭和馬、若かりし和一 役[30]
  - ルパンの娘2（2020年10月15日 - 12月10日、フジテレビ） - 桜庭和馬 役
- 私の家政夫ナギサさん（2020年7月7日[注 1] - 9月1日、TBS） - 田所優太 役[33]
- 男コピーライター、育休をとる。（2021年7月9日 - 8月13日、WOWOW） - 主演・魚返洋介 役[34]
- 霊媒探偵・城塚翡翠（2022年10月16日 - 11月13日、日本テレビ） - 香月史郎 役[35][36]
  - invert 城塚翡翠 倒叙集 第4話 - 最終話（2022年12月18日 - 12月25日） - 香月史郎 役[37]
- 私小説 -発達障がいのボクが純愛小説家になれた理由-（2023年4月7日・8日、テレビ朝日） - 主演・伊佐山ジン 役[38]
- ああ、ラブホテル 〜秘密〜 第5話「再見、生活費」（2023年6月16日、WOWOW） - 治 役[39]
- ノンレムの窓 2023 夏 第3話「出世したくない君へ」（2023年7月8日、日本テレビ） - 主演・田前真司 役[40]
- 院内警察（2024年1月12日 - 3月22日、フジテレビ） - 榊原俊介 役[41]
- くるり〜誰が私と恋をした?〜（2024年4月9日 - 6月18日、TBS） - 西公太郎 役[42][43]
- 119エマージェンシーコール（2025年1月13日 - 3月31日、フジテレビ） - 兼下睦夫 役[44]

### 配信ドラマ
- ネット版 仮面ライダー裏キバ 魔界城の女王（2008年7月11日 - 8月15日） - 主演・紅渡 / 仮面ライダーキバ 役
- GIFT〜今夜、幸せの時間お届けします。〜（2010年2月 - 4月、BeeTV） - 松本俊太 役
- ラヴコンシェル 第2週「明日の彼女、あさっての彼」（2012年11月26日 - 30日、NOTTV） - 主演・トモヤ 役
- 私の部下のハルトくん 第8話（2020年8月25日、Paravi） - 田所優太 役
- 恋に落ちたおひとりさま〜スタンダールの恋愛論〜（2022年3月18日配信、全10話、Amazon Prime Video） - 鈴木涼介 役[45]

### 映画
- となりの801ちゃん（2007年9月5日） - 主演・千部太郎 役
- 天使がくれたもの（2007年9月29日） - 葉山勇心 役
- 仮面ライダーシリーズ（東映） - 紅渡 役
  - 劇場版 仮面ライダー電王&キバ クライマックス刑事（2008年4月12日）[46]
  - 劇場版 仮面ライダーキバ 魔界城の王（2008年8月9日） - 主演[47]
  - 仮面ライダー×仮面ライダー W&ディケイド MOVIE大戦2010（2009年12月12日） - 友情出演[48]
- シャカリキ!（2008年9月6日） - 石渡山レース観客 役
- 呪怨 黒い少女（2009年6月27日） - 徹也 役
- ランウェイ☆ビート（2011年3月19日） - 主演・溝呂木美糸 役
- もし高校野球の女子マネージャーがドラッカーの『マネジメント』を読んだら（2011年6月4日、東宝） - 浅野慶一郎 役
- 貞子3D（2012年5月12日、角川映画） - 安藤孝則 役
- 貞子3D2（2013年8月30日、角川映画） - 安藤孝則 役
- JUDGE/ジャッジ（2013年11月8日） - 主演・オオカミ 役
- 僕は友達が少ない（2014年2月1日） - 主演・羽瀬川小鷹 役
- 昼も夜も（2014年4月10日、ネスレシアター on YouTube ※劇場未公開） - 主演・真野良介 役
- わたしのハワイの歩きかた（2014年6月14日） - 鎌田勉 役
- 合葬（2015年9月26日） - 主演・吉森柾之助 役[49]
- ナラタージュ（2017年10月7日） - 宮沢慶太 役
- ミックス。（2017年10月21日） - 江島晃彦 役
- 寝ても覚めても（2018年9月1日） - 串橋耕介 役[50][51]
- 人間失格 太宰治と3人の女たち（2019年9月13日） - 伊馬春部 役[52]
- 事故物件 恐い間取り（2020年8月28日） - 中井大佐 役[53]
- コンフィデンスマンJP -英雄編-（2022年1月14日） - マルセル真梨邑 役[54]
- 愛なのに（2022年2月25日） - 主演・多田浩司 役[55]
- 違国日記（2024年6月7日） - 笠町信吾 役[56][57][58]
- スオミの話をしよう（2024年9月13日） - 小磯杜夫 役[59]
- ドールハウス（2025年6月13日） - 鈴木忠彦 役[60]

### 劇場アニメ
- アリスとテレスのまぼろし工場（2023年9月15日） - 菊入昭宗 役[61]

### バラエティ
- DD-BOYS（2006年4月 - 9月、テレビ朝日）
- おはスタ（2006年9月 - 2008年3月、テレビ東京） - 木曜日レギュラー
- スリルな夜 イケメン合衆国（2007年7月 - 12月、フジテレビ）
- D-BOYS BE AMBITIOUS（2010年7月 - 12月、テレビ東京・BSジャパン）
- グレーテルのかまど（2011年10月 - 、NHK Eテレ） - 番組ナビゲーター 15代ヘンゼル[注 2]
  - グレーテルのかまど スピンオフドラマ パティシエ･ヘンゼル しあわせの魔法（2022年1月1日、NHK Eテレ） - 未来のヘンゼル[62]
  - グレーテルのかまど スピンオフドラマII パティシエ・ヘンゼル クリスマスの魔法（2022年12月21日、NHK Eテレ） - ヘンゼル 役[63]
  - グレーテルのかまど スピンオフドラマIII パティシエ・ヘンゼル 時をかける魔法（2023年12月20日〈予定〉、NHK Eテレ） - ヘンゼル 役[64]

### 紀行番組
- 美しい日本に出会う旅（2017年4月 - 、BS-TBS） - 旅の案内人（ナレーション）

### ドキュメンタリー
- 巨大戦艦大和〜乗組員たちが見つめた生と死〜（2012年8月11日、NHK BSプレミアム） - 番組ナビゲーター

### 舞台
- 夢の小箱にリボンをかけて -改訂版-（2006年11月25日 - 28日、表参道FAB）
- ミュージカル・テニスの王子様 - 菊丸英二 役
  - Advancement Match六角 feat.氷帝学園（2006年8月、日本青年館 大ホール / メルパルクホール大阪 / 名鉄ホール）
  - Absolute King 立海 feat.六角 〜First Service（2006年12月 - 2007年1月、日本青年館 大ホール / メルパルクホール大阪 / 香川県県民ホール アクトホール / サンシャイン劇場 / 名古屋市民会館 中ホール）
  - Absolute King 立海 feat.六角 〜Second Service（2007年8月 - 9月、日本青年館 大ホール / メルパルクホール大阪 / 香川県県民会館 グランドホール / 福岡市民会館 大ホール / 岐阜市民会館 大ホール）
  - Dream Live 4th（2007年3月 - 5月、パシフィコ横浜 国立大ホール / 梅田芸術劇場 シアタードラマシティ）
- OUT OF ORDER 〜偉人伝心〜（2007年3月25日、青山劇場） - ゲスト
- D-BOYS STAGE
  - vol.1「完売御礼」 - 瀬戸元気 / 沖田総司 役（2007年6月3日 - 10日、全労済ホールスペース・ゼロ）
  - vol.2「ラストゲーム〜最後の早慶戦〜」 - 別府豊 役※中村優一とダブルキャスト（2008年6月20日 - 27日、青山劇場 / 7月5日・6日、シアターBRAVA!）
  - vol.3「鴉〜KARASU〜 10」 - 竜 役（2009年10月20日 - 25日、青山劇場 / 10月31日・11月1日、シアターBRAVA!）
  - 2010 trial-2「ラストゲーム〜最後の早慶戦〜」 - 主演・相本芳彦 役（2010年8月26日 - 9月5日、青山劇場 / 9月9日 - 12日、シアターBRAVA!）
  - 2011 秋公演「検察側の証人 〜麻布広尾町殺人事件〜」 - 主演・越方行長 役（2011年10月15日 - 23日、青山劇場 / 11月3日 - 6日、シアターBRAVA!）
  - 2012 10th「淋しいマグネット」 - リューベン 役（2012年4月8日 - 28日、シアターコクーン / 5月3日 - 6日、シアターBRAVA!）
  - 2015 17th 「夕陽伝」 - 海里 役（2015年10月22日 - 11月1日、サンシャイン劇場 / 11月21日 - 22日、森ノ宮ピロティホール）
- 八犬伝 - 犬川荘助 役（2013年3月8日 - 31日、シアターコクーン / 4月4日 - 10日、梅田芸術劇場 / 4月13日・14日、刈谷市総合文化センター）
- マーキュリー・ファー - ダレン 役（2015年2月1日 - 22日、世田谷パブリックシアター / 2月28日、兵庫県立芸術文化センター / 3月8日、キャナルシティ劇場）
- 遠野物語・奇ッ怪 其ノ参 - ササキ 役（2016年10月31日 - 11月20日、世田谷パブリックシアター / 11月23日、りゅーとぴあ 新潟市民芸術文化会館 / 11月26日・27日、兵庫県立芸術文化センター / 11月30日、岩手県民会館 大ホール / 12月3日・4日、イズミティ21 小ホール）
- 陥没 - 木ノ内清晴 役（2017年2月4日 - 26日、シアターコクーン / 3月3日 - 6日、森ノ宮ピロティホール）
- 関数ドミノ - 主演・真壁薫 役（2017年10月4日 - 15日、本多劇場 / 10月21日・22日、北九州芸術劇場 / 10月24日、ホルトホール大分 / 10月26日、久留米シティプラザ / 11月5日、大空町教育文化会館 / 11月6日、北見芸術文化ホール / 11月10日 - 12日、兵庫県立芸術文化センター）
- ドクター・ホフマンのサナトリウム〜カフカ第4の長編〜 - ラバン 役（2019年11月7日 -24日 、KAAT神奈川芸術劇場 / 11月28日 - 12月1日、兵庫県立芸術文化センター 阪急中ホール / 12月14日・15日、北九州芸術劇場 中劇場 / 12月20日 - 22日、穂の国とよはし芸術劇場PLAT 主ホール）[65]
- 母を逃がす - 主演・雄介 役（2020年5月7日 - 25日、Bunkamuraシアターコクーン / 6月6日・7日、新歌舞伎座）[66][67]※新型コロナウイルス感染拡大を受け公演中止
- 23階の笑い - 主演・ルーカス・ブリックマン 役（2020年12月5日 - 27日、世田谷パブリックシアター）[68]
- 日本の歴史 -再演- ※11役（2021年7月6日 - 18日、新国立劇場 中劇場 / 7月23日 - 30日、梅田芸術劇場 シアター・ドラマシティ）[69]
- 彼女を笑う人がいても - 主演・中村伊知哉 役（2021年12月4日 - 18日、世田谷パブリックシアター / 12月22日、福岡市民会館 大ホール / 12月25日・26日、刈谷市総合文化センター アイリス 大ホール / 12月29日・30日、兵庫県立芸術文化センター 阪急中ホール）[70]
- 世界は笑う（2022年8月7日 - 11日、11日 - 28日、Bunkamura シアターコクーン / 9月3日 - 6日、京都劇場）- 主演・彦造 役[71]※8月7日から11日13:00開演回までの公演は新型コロナウイルスの影響で公演中止
- 笑の大学（2023年2月8日 - 3月5日、PARCO劇場 / 3月11日 - 12日、りゅーとぴあ 新潟市民芸術文化会館 劇場 / 3月18日 - 19日、まつもと市民芸術館 主ホール / 3月23日 - 26日、サンケイホールブリーゼ / 3月30日 - 4月2日、キャナルシティ劇場 / 4月6日 - 9日、電力ホール / 4月13日 - 16日、兵庫県立芸術文化センター 阪急中ホール / 4月20日 - 21日、那覇文化芸術劇場なはーと） - 椿一 役[72]
- A Number-数（2024年9月10日 - 29日、世田谷パブリックシアター / 10月4日 - 7日、森ノ宮ピロティホール / 10月12日 - 14日、キャナルシティ劇場）[73]

### ラジオ
- 仮面ライダーキバ webラジオ「キバラジ」 - ゲスト
- D-BOYS BE AMBITIOUS（2010年9月 - 12月、InterFM）
- D☆DATEのオールナイトニッポンR（2011年4月8日・2012年1月13日、ニッポン放送）
- D-RADIO BOYS D-BOYS（2012年4月 - 6月、bay-fm）
- D-RADIO BOYS D-BOYS SUPER（2012年10月 - 2017年9月、bay-fm）
- FMシアター 「100円の新世界」（2017年6月3日、NHK-FM） - 浩章 役[74]
- 特集オーディオドラマ 「73年前の紙風船」（2018年8月10日、ラジオ第1） - 遥人 役[75]

### CM
- 大塚製薬 オロナミンCドリンク（2008年）
- バンダイ「仮面ライダーキバ DXキバットベルト」（2008年）
- ジョイフル ジョイキッズTVCM（2008年） - 仮面ライダーキバ 役 ※声の出演
- セブン-イレブン「平成仮面ライダーフェア編」（2008年 - 2009年）※声の出演
- ネスレ ネスカフェ エクセラ
  - 「エクセラで、ラテ!・camel編」（2011年4月）
  - 「エクセラで、ナツラテ！」（2011年6月）
- セブン&アイ・ホールディングス セブン&アイ ホールディングスセブンプレミアム カップみそ汁（2015年4月）
- ふくおかフィナンシャルグループ[76][77][78]
  - 「宣言」編（2016年）
  - 「Wallet+」「Debit+」（福岡銀行は2016年から、親和銀行と熊本銀行はサービス開始の2017年から）
  - 「いっしょなら強くなれる」編（2017年、福岡銀行 / 親和銀行 / 熊本銀行）
  - 「登場」編（2023年10月に福岡中央銀行統合告知版追加）、「銀行っぽさ」編、「お客さまのために」編（2021年） - 井桁弘恵と共演
- チョーヤ梅酒
  - チョーヤ梅酒 紀州（2016年）[79]
  - The CHOYA SINGLE YEAR 至極の梅（2019年）
- ベルーナ RyuRyu（2016年）[80]
- 花王 アタックウルトラアタックNeo（2017年4月）
- 参天製薬 サンテFX（2018年） - 山田裕貴と共演。
- エバラ食品工業
  - 浅漬けの素（2018年 - ）
  - プチッと鍋（2018年 - ）[81]
  - プチッとごはんズ（2018年 - ）
  - プチッとうどん（2020年）
- ダリヤ「クレオディーテ」（2021年 - ）[82]

### PV
- FUNKY MONKEY BABYS「ランウェイ☆ビート」（2011年3月）※PVのほかジャケット写真掲載も

### ゲーム
- 仮面ライダーバトル ガンバライド（2008年、アーケード） - 仮面ライダーキバ 役
- 仮面ライダーバトル ガンバライジング（2013年、アーケード） - 仮面ライダーキバ 役
- 仮面ライダーバトル ガンバレジェンズ（2023年、アーケード） - 仮面ライダーキバ 役

### 音声ガイド
- 特別展「生誕60周年記念 くまのパディントン展」（2018年4月28日 - 6月25日、Bunkamura ザ・ミュージアム）[83]

### オリジナルDVD
- となりの801ちゃん（2007年9月） - 主演・千部太郎 役
- てれびくん全員サービスビデオ「仮面ライダーキバ アドベンチャーバトルDVD」（2008年） - 主演・紅渡 役

### 映像作品
- プリンスシリーズ D-BOYSコレクション「瀬戸康史」（2007年5月）
- ハッピィ★ボーイズFile.1 「恭一＆玄の〜幸せのメニューでございます、お嬢様。〜」（2007年9月）
- D-BOYS BOY FRIEND series vol.10 瀬戸康史「SET OUT」（2010年5月）

## 書籍

### 写真集
- ファースト写真集（2007年4月、学習研究社） ISBN 978-4-05-403376-4
- 瀬戸BOOK（2009年4月、主婦と生活社） ISBN 978-4-39-113765-1
- エトセトラ[注 3]（2010年10月、東京ニュース通信社）ISBN 978-4-86-336116-4
- アーティストブック「僕は、僕をまだ知らない」（2018年10月、ワニブックス）

### トレカ・ブロマイド
- ハッピィ★ボーイズ ブロマイド おかえりなさいませセット（2007年5月）
- ハッピィ★ボーイズ ブロマイド おつかえしますセット（2007年5月）
- プリンスシリーズD-BOYSコレクション『プリンス・トレーディングカード VOL.1』（2007年7月）
- JUNONトレカ第3弾!完全保存版「瀬戸康史」トレーディングカード （2009年10月）

### 小説表紙
- 通学途中 〜君と僕の部屋〜（2011年10月21日、集英社ピンキー文庫） - カバーモデル

### 電子雑誌表紙
- GOODA 1月号（2024年1月15日、株式会社ブランジスタメディア） - カバーモデル[84]

## ディスコグラフィ

### キャラクターソング
| 発売日        | 商品名                                                                                                | 歌                                                    | 楽曲 | 備考                                             |
| ------------- | --- | ----------------------------------------------------- | --- | ------------------------------------------------ |
| 2007年5月23日 | ハッピィ★ボーイズ イメージソングコレクション1 瀬川恭一                                                | 瀬川恭一（瀬戸康史）                                  | 「やさしさ」 「やさしさ 〜Unplugged version〜」                                                               | テレビドラマ『ハッピィ★ボーイズ』関連曲          |
| 2007年7月25日 | ミュージカル「テニスの王子様」ベストアクターズシリーズ007 滝口幸広 as 大石秀一郎&瀬戸康史 as 菊丸英二 | 大石秀一郎（滝口幸広）、菊丸英二（瀬戸康史）          | 「ロングアンドワインディングロード」 「復活！ゴールデン・ペア」 「グッド・コンビネーション」 「Depend on me」 | 舞台『ミュージカル・テニスの王子様』劇中歌       |
| 2007年7月25日 | ミュージカル「テニスの王子様」ベストアクターズシリーズ007 滝口幸広 as 大石秀一郎&瀬戸康史 as 菊丸英二 | 菊丸英二（瀬戸康史）                                  | 「Answer」 | 舞台『ミュージカル・テニスの王子様』劇中歌       |
| 2008年8月6日  | Circle of Life 2008Ver.                                                                               | Crimson-FANG feat.紅渡（瀬戸康史）                    | 「With you」                                                                                                  | 映画『劇場版 仮面ライダーキバ 魔界城の王』関連曲 |
| 2009年6月24日 | Masked Rider Kiva Re-Union                                                                            | Wataru Kurenai（瀬戸康史）                            | 「This love never ends Relation Edit.」                                                                       | テレビドラマ『仮面ライダーキバ』関連曲           |
| 2009年6月24日 | Masked Rider Kiva Re-Union                                                                            | Wataru Kurenai（瀬戸康史）、Taiga Nobori（山本匠馬）  | 「Roots of King Acoustic Edit.」                                                                              | テレビドラマ『仮面ライダーキバ』関連曲           |
| 2009年6月24日 | Masked Rider Kiva Re-Union                                                                            | Wataru Kurenai（瀬戸康史）、Otoya Kurenai（武田航平） | 「Beginning 〜Message3」                                                                                      | テレビドラマ『仮面ライダーキバ』関連曲           |

## 受賞歴
2017年
- 第72回文化庁芸術祭 演劇部門 新人賞 (『関数ドミノ』の演技 )

2023年
- 第44回ヨコハマ映画祭 主演男優賞（『愛なのに』）

2024年
- 第35回日本ジュエリーベストドレッサー賞 特別賞俳優部門